# Rugby Americas North Sevens 2017
El RAN Sevens 2017 fue la decimocuarta edición del principal torneo de rugby 7 de la Confederación Norteamérica de Rugby (RAN). Se disputó en la instalaciones del Campo Marte de la Ciudad de México, México con un formato de todos contra todos.
La competencia internacional de ese año fue clasificatorio para los XXIII Juegos Centroamericanos y del Caribe 2018, el Seven de Hong Kong 2018, la Copa del Mundo de Rugby 7 de 2018 y los Juegos de la Mancomunidad de 2018.

## Equipos participantes
- México (Serpientes)
- Islas Caimán
- Bermudas
- Jamaica
- República Dominicana
- Islas Vírgenes Británicas
- Guyana (Green Machine)
- Barbados
- Trinidad y Tobago (The Calypso Warriors)
- Curazao

## Día 1
Los grupos fueron anunciados el 16 de octubre:
Nota: Se otorgan 2 puntos al equipo que gane un partido, 1 al que empate y 0 al que pierda

### Grupo A
| Pos. | Equipo       | Encuentros | Encuentros | Encuentros | Encuentros | Tantos  | Tantos    | Tantos     | Puntos |
| Pos. | Equipo       | jugados    | ganados    | empatados  | perdidos   | a favor | en contra | diferencia | Puntos |
| ---- | ------------ | ---------- | ---------- | ---------- | ---------- | ------- | --------- | ---------- | ------ |
| 1    | Guyana       | 2          | 2          | 0          | 0          | 54      | 35        | +19        | 6      |
| 2    | Islas Caimán | 2          | 1          | 0          | 1          | 37      | 40        | −3         | 4      |
| 3    | Barbados     | 2          | 0          | 0          | 2          | 35      | 51        | −16        | 2      |

### Grupo B
| Pos. | Equipo               | Encuentros | Encuentros | Encuentros | Encuentros | Tantos  | Tantos    | Tantos     | Puntos |
| Pos. | Equipo               | jugados    | ganados    | empatados  | perdidos   | a favor | en contra | diferencia | Puntos |
| ---- | -------------------- | ---------- | ---------- | ---------- | ---------- | ------- | --------- | ---------- | ------ |
| 1    | Jamaica              | 2          | 2          | 0          | 0          | 61      | 7         | +54        | 6      |
| 2    | Bermudas             | 2          | 1          | 0          | 1          | 19      | 49        | −30        | 4      |
| 3    | República Dominicana | 2          | 0          | 0          | 2          | 21      | 45        | −24        | 2      |

### Grupo C
| Pos. | Equipo                    | Encuentros | Encuentros | Encuentros | Encuentros | Tantos  | Tantos    | Tantos     | Puntos |
| Pos. | Equipo                    | jugados    | ganados    | empatados  | perdidos   | a favor | en contra | diferencia | Puntos |
| ---- | ------------------------- | ---------- | ---------- | ---------- | ---------- | ------- | --------- | ---------- | ------ |
| 1    | México                    | 3          | 3          | 0          | 0          | 146     | 12        | +134       | 9      |
| 2    | Trinidad y Tobago         | 3          | 2          | 0          | 1          | 115     | 19        | +96        | 7      |
| 3    | Islas Vírgenes Británicas | 3          | 1          | 0          | 2          | 31      | 106       | −75        | 5      |
| 4    | Curazao                   | 3          | 0          | 0          | 3          | 7       | 162       | −155       | 3      |

## Día 2

### Bowl
| Pos. | Equipo                    | Encuentros | Encuentros | Encuentros | Encuentros | Tantos  | Tantos    | Tantos     | Puntos |
| Pos. | Equipo                    | jugados    | ganados    | empatados  | perdidos   | a favor | en contra | diferencia | Puntos |
| ---- | ------------------------- | ---------- | ---------- | ---------- | ---------- | ------- | --------- | ---------- | ------ |
| 1    | Barbados                  | 3          | 3          | 0          | 0          | 103     | 5         | +98        | 9      |
| 2    | República Dominicana      | 3          | 2          | 0          | 1          | 73      | 28        | +45        | 7      |
| 3    | Islas Vírgenes Británicas | 3          | 1          | 0          | 2          | 26      | 75        | −49        | 5      |
| 4    | Curazao                   | 3          | 0          | 0          | 3          | 14      | 108       | −94        | 3      |

### Torneo de copa

#### Grupo A
| Pos. | Equipo            | Encuentros | Encuentros | Encuentros | Encuentros | Tantos  | Tantos    | Tantos     | Puntos |
| Pos. | Equipo            | jugados    | ganados    | empatados  | perdidos   | a favor | en contra | diferencia | Puntos |
| ---- | ----------------- | ---------- | ---------- | ---------- | ---------- | ------- | --------- | ---------- | ------ |
| 4    | Guyana            | 2          | 1          | 1          | 0          | 33      | 26        | +7         | 5      |
| 4    | Trinidad y Tobago | 2          | 1          | 0          | 1          | 29      | 33        | -4         | 4      |
| 4    | Bermudas          | 2          | 0          | 1          | 1          | 38      | 41        | −3         | 3      |

#### Grupo B
| Pos. | Equipo       | Encuentros | Encuentros | Encuentros | Encuentros | Tantos  | Tantos    | Tantos     | Puntos |
| Pos. | Equipo       | jugados    | ganados    | empatados  | perdidos   | a favor | en contra | diferencia | Puntos |
| ---- | ------------ | ---------- | ---------- | ---------- | ---------- | ------- | --------- | ---------- | ------ |
| 4    | Jamaica      | 2          | 2          | 0          | 0          | 45      | 29        | +16        | 6      |
| 4    | México       | 2          | 1          | 0          | 1          | 45      | 26        | +19        | 4      |
| 4    | Islas Caimán | 2          | 0          | 0          | 2          | 17      | 52        | −35        | 2      |

Partido por el 5.º puesto
| 26 de noviembre | Bermudas | 14 - 21 | Islas Caimán |  |  |

Partido por el 3.er puesto
| 26 de noviembre | Trinidad y Tobago | 14 - 22 | México |  |  |

Partido por el 1.er puesto
| 26 de noviembre | Guyana | 24 - 28 | Jamaica |  |  |

## Posiciones finales
| Posición | Selección                 |
| -------- | ------------------------- |
| 1        | Jamaica                   |
| 2        | Guyana                    |
| 3        | México                    |
| 4        | Trinidad y Tobago         |
| 5        | Islas Caimán              |
| 6        | Bermudas                  |
| 7        | Barbados                  |
| 8        | República Dominicana      |
| 9        | Islas Vírgenes Británicas |
| 10       | Curazao                   |